# Barguelonnette
De Barguelonnette is een kleine rivier in het zuiden van Frankrijk.

## Geografie
De Barguelonnette ontspringt in het departement Lot, nabij Villesèque. Ze mondt uit in de Barguelonne in Tarn-et-Garonne, ter hoogte van de gemeente Miramont-de-Quercy.

## Stroomgebied
- Lot : Saint-Pantaléon, Saint-Daunès, Montcuq
- Tarn-et-Garonne : Lauzerte

## Belangrijke zijrivieren
- De Lendou (30,5 km lang)
- De Tartuguié (13 km lang)
- De Coustal (5,6 km lang)